# 蒙希
蒙希（英語：Monchy）是加勒比海島國聖盧西亞格羅艾勒特區的一個城鎮，位於該島北端附近，距離格罗艾勒特約4公里，該城鎮由法國人建立於18世紀，海拔高度28米，2001年人口2,332人。